# 拟聚缩虫属
拟聚缩虫属（学名：Zoothamnopsis）是拟聚缩虫科的一属。

## 下属物种
本属包括以下物种：
- Zoothamnopsis mengi Song, 1997
- Zoothamnopsis sinica Ji & Song, 2004